# Vinderup Vandtårn
Vinderup Vandtårn er et tidligere vandtårn beliggende i Vinderup. Tårnet var færdigbygget i 1926 og dets tank kan rumme 67 m3 vand. Det var i drift indtil 1977:101.

## Arkitektur
Vandtårnet har en cirkelformet grundplan. Den øverste del er ottekantet i eventyrstil med et ottekantet tag prydet af en vindfløj. Det er 19,40 meter højt.

## Kultur
I byen trives historien om, at julemanden bor i vandtårnet, og det er tradition, at byens børn hvert år vækker ham ved juletid. Der er sat belysning på vandtårnet.
I 2005 blev i forbindelse med byens jubilæum opført en såkaldt dragelabyrint, der er meget farverig.

## Kuriosum
Tidligere fandtes et andet vandtårn i Vinderup, nemlig et jernbanetårn ved Vinderup Station opført i 1865 og nedlagt i 1908.